# Topornica (roślina)

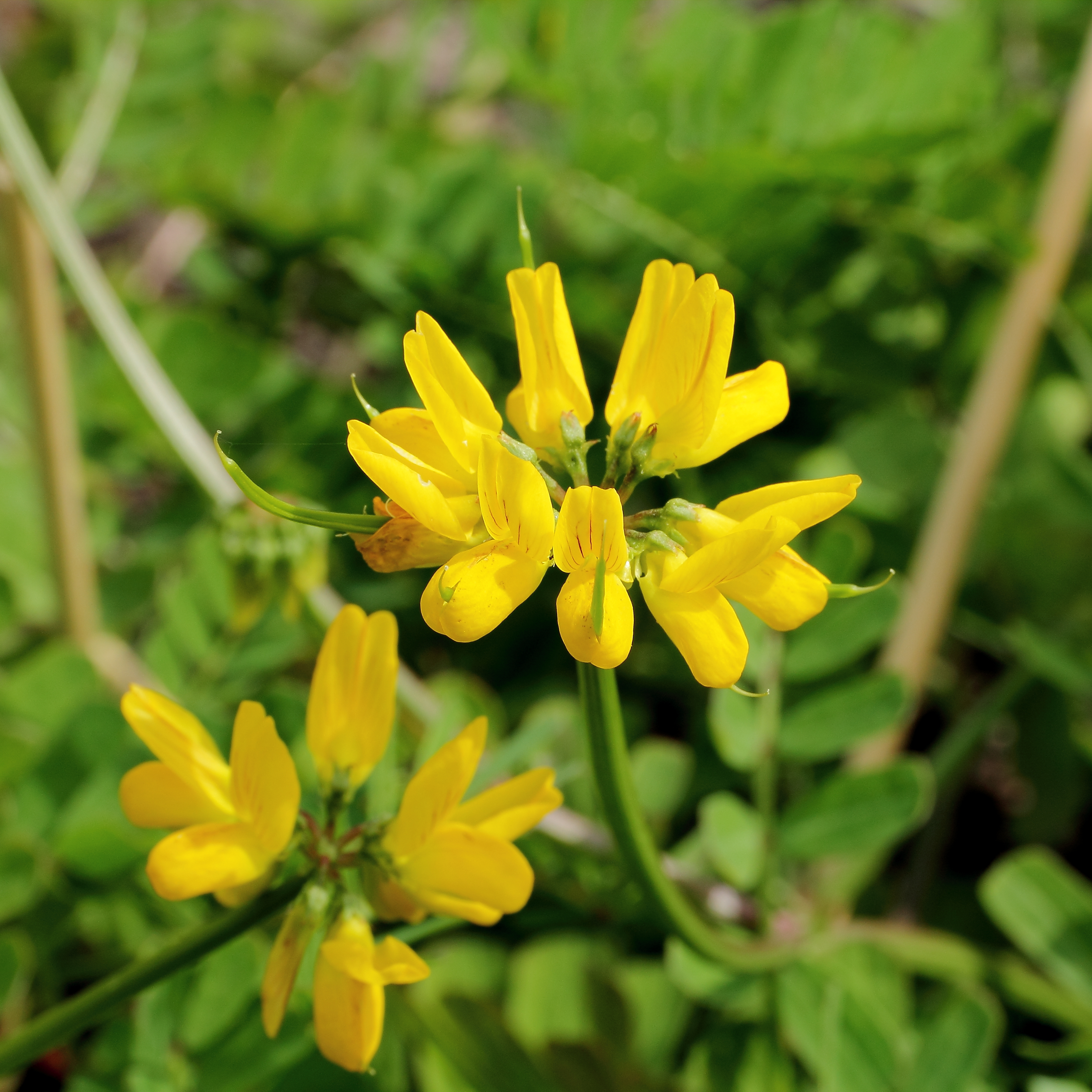
Securigera securidaca

Topornica, sekurigera (Securigera) – rodzaj roślin z rodziny bobowatych. Należy do niego ok. 12 gatunków roślin spotykanych głównie w obszarze śródziemnomorskim, choć niektóre z nich występują dalej na północ (jeden gatunek w Europie Środkowej). Zasięg jednego gatunku obejmuje góry w Somalii. Rośliny te występują w zespołach roślinności twardolistnej, w murawach, suchych, widnych lasach i na klifach. Rodzaj został znacznie poszerzony po rewizji taksonomicznej w 1989 roku, kiedy to włączono do niego szereg gatunków zaliczanych wcześniej do rodzaju cieciorka (Coronilla), w tym występującą w Polsce topornicę pstrą (d. cieciorkę pstrą) Securigera varia. Reprezentujące ten rodzaj rośliny różnią się od przedstawicieli Coronilla m.in. kanciastą lub bruzdowaną łodygą oraz różnobarwnymi kwiatami. W 2021 ponownie zakwestionowano odrębność rodzaju od Coronilla.

## Morfologia
PokrójByliny (czasem drewniejące u nasady) i rośliny jednoroczne. Pojedyncze włoski obecne są rzadko, tylko u S. orientalis są obfite. Na powierzchni epidermy wykształcają się natomiast często wielokomórkowe wyrostki zwieńczone drobnym włoskiem. Łodyga jest kanciasta lub bruzdowana.
LiścieNieparzysto pierzaste, z parami listków naprzeciwległych. Listki osadzone są na wyraźnych ogonkach, czasem dłuższych od blaszki listka. Blaszka cienka, miękka. Przylistki są równowąskie, do lancetowatych i trójkątnych, rzadko jajowate, zwykle wyraźnie mniejsze od listków i zawsze odmienne od nich kształtem. Zawsze są wolne – nie przyrastają do ogonka liściowego. Na szczycie przylistki są wyraźnie ciemniejsze ze względu na skupianie się tu komórek bogatych w taniny (cecha dobrze widoczna w okazach wysuszonych).
KwiatyMotylkowe, zebrane w liczbie do 40 w baldach na kanciastej lub bruzdowanej, długiej szypule. Przysadki wolne, z ciemnymi końcami. Kielich zrosłodziałkowy, zwykle krótki. Górne dwie działki zrośnięte. Płatki korony z paznokciem, żółte, różowe i białe. Górny płatek tworzy żagielek, ma brzegi odgięte do tyłu. Dwa boczne płatki tworzą skrzydełka otulające dolny płatek tworzący łódeczkę. Dziewięć pręcików jest zrośniętych w prostą rurkę, nitka dziesiątego pręcika przyciśnięta jest do przerwy w rurce. Szyjka słupka u podstawy (nad zalążnią) nie zgrubiała, równomiernie wygięta ku górze, gładka, zwieńczona drobnym, podłużnym znamieniem. Zalążnia górna.
OwoceStrąki zwykle nagie, zgrubiałe na brzegu i z długim dzióbkiem.

## Systematyka
Synonimy
Securina Medikus, Securidaca P. Miller, Bonaveria Scopoli
Pozycja według APweb (aktualizowany system APG IV z 2016)
Jeden z rodzajów podrodziny bobowatych właściwych Faboideae w rzędzie bobowatych Fabaceae s.l.. W obrębie podrodziny należy do plemienia Loteae.
Wykaz gatunków
- Securigera carinata Lassen
- Securigera charadzeae (Chinth. & Tschuchr.) Czerep.
- Securigera cretica (L.) Lassen
- Securigera elegans (Pancic) Lassen
- Securigera globosa (Lam.) Lassen
- Securigera grandiflora Lassen
- Securigera libanotica (Boiss.) Lassen
- Securigera orientalis (Mill.) Lassen
- Securigera parviflora (Desv.) Lassen
- Securigera securidaca (L.) Degen & Dorfl.
- Securigera somalensis (Thulin) Lassen
- Securigera varia (L.) Lassen (synonim Coronilla varia) – topornica pstra, d. cieciorka pstra